# Derbidae
Derbidae är en familj av insekter. Derbidae ingår i överfamiljen Fulgoroidea, ordningen halvvingar, klassen egentliga insekter, fylumet leddjur och riket djur. Enligt Catalogue of Life omfattar familjen Derbidae 1451 arter. 

## Bildgalleri

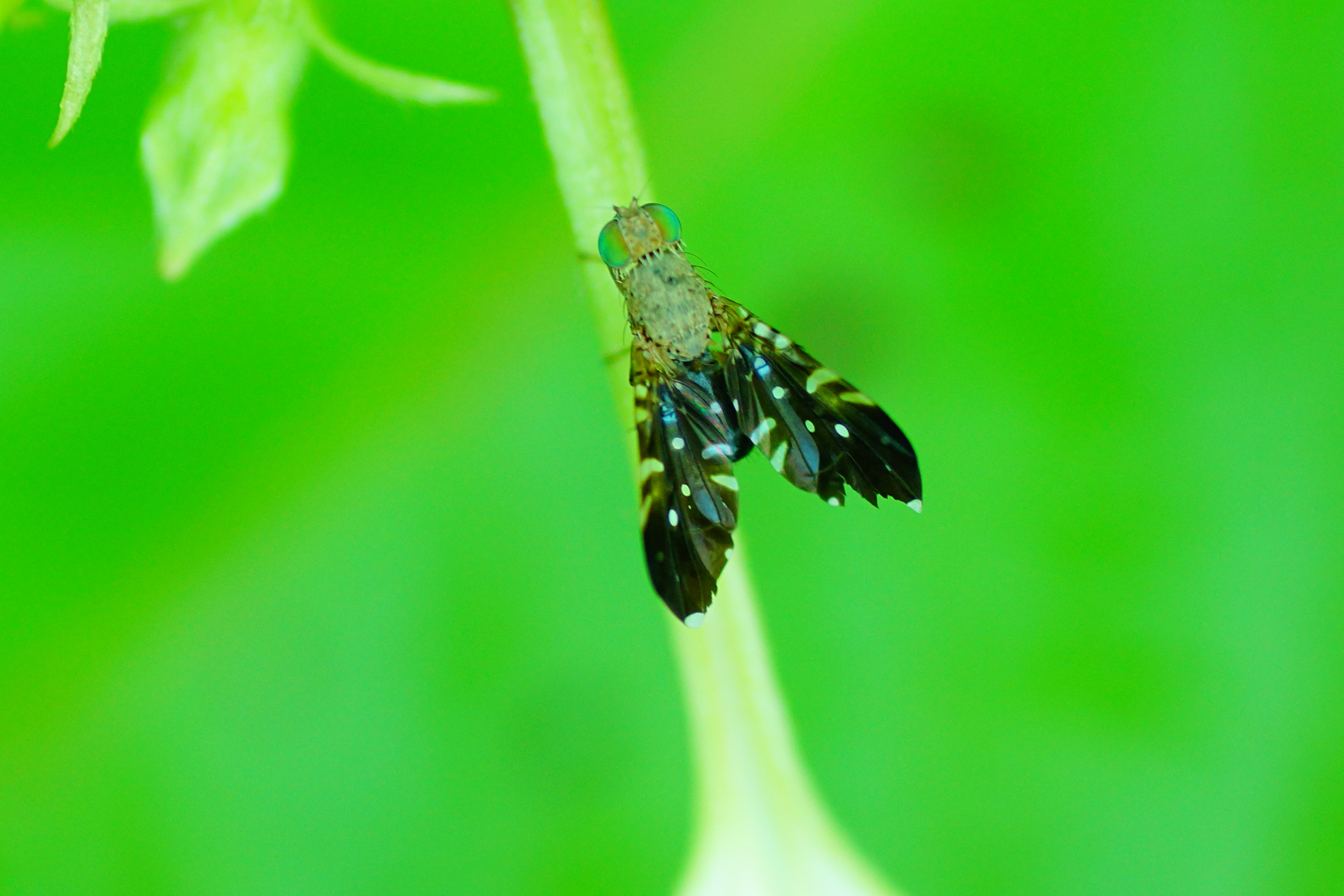
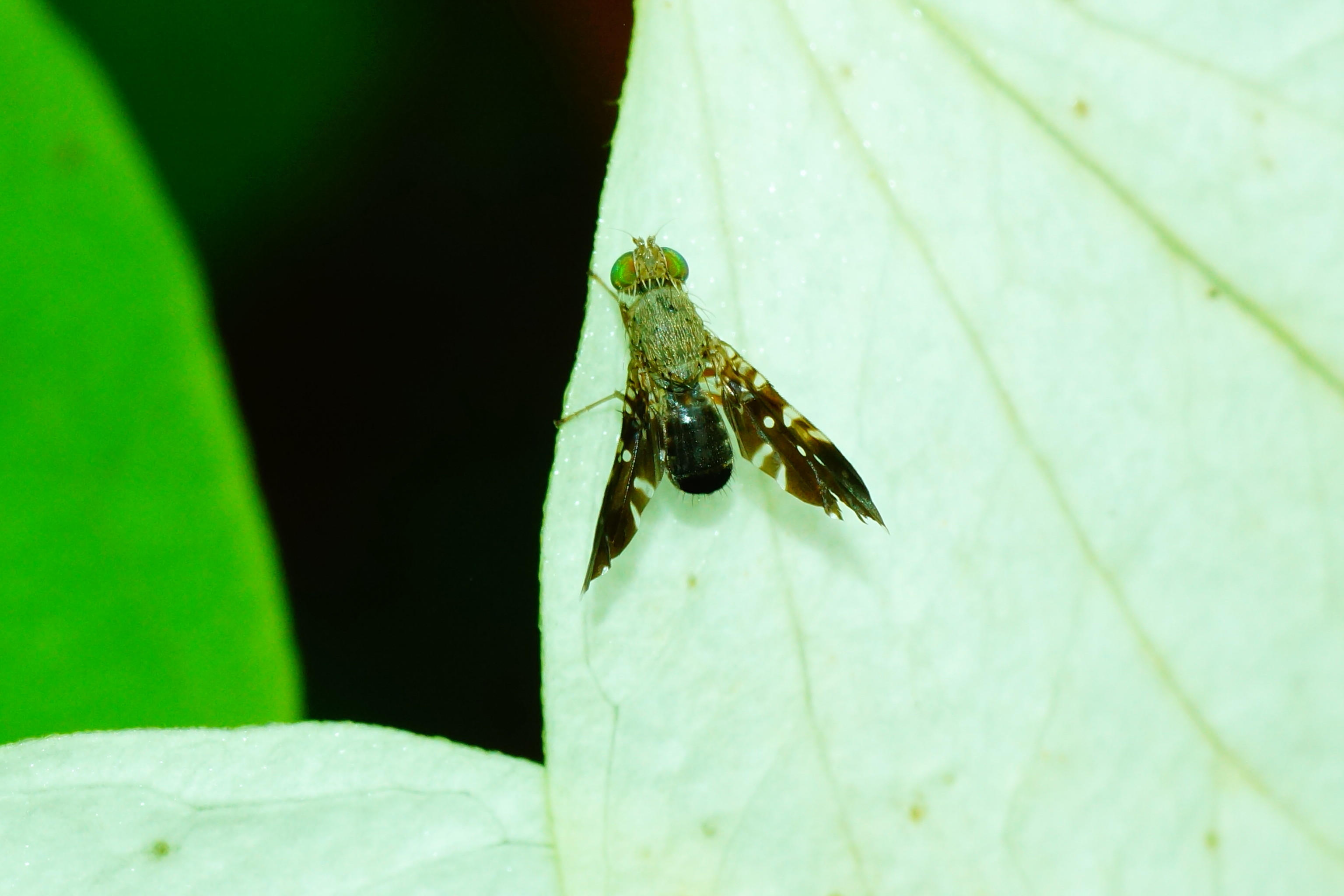
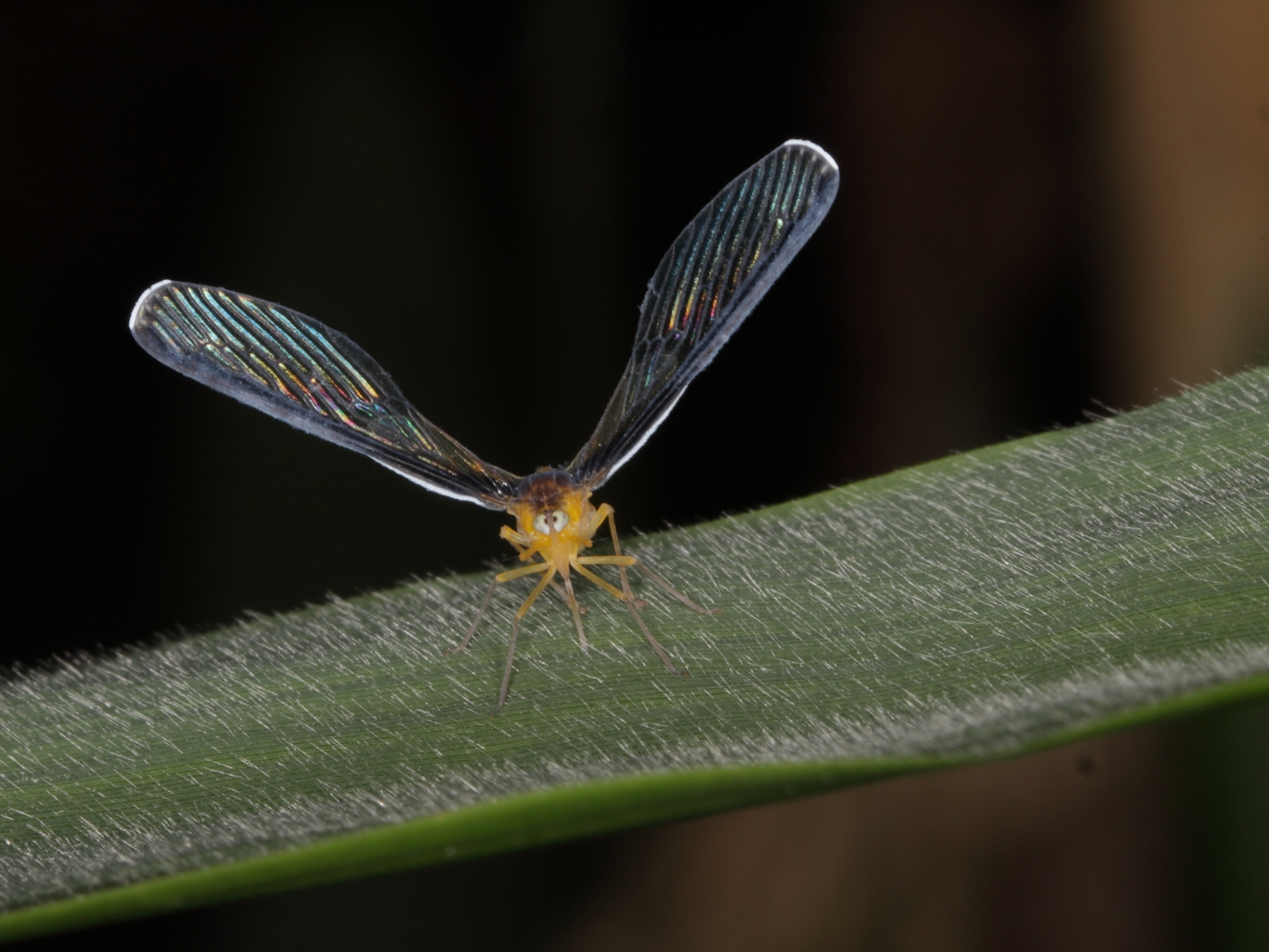

## Dottertaxa till Derbidae, i alfabetisk ordning[1]
- Acanthocerana
- Aethocauda
- Alara
- Amalopota
- Amania
- Amysidiella
- Anapatara
- Anapersis
- Anchimothon
- Anomaladerbe
- Anotia
- Apache
- Aquaelicium
- Archara
- Banksiella
- Basileocephalus
- Cedochrea
- Cedusa
- Cenanges
- Cenchrea
- Ceropupa
- Cobacella
- Contigucephalus
- Cyclokara
- Cyclometopum
- Dawnaria
- Dawnarioides
- Dendrokara
- Derbe
- Diostrombus
- Diprora
- Distantinia
- Drona
- Dysimia
- Dysimiella
- Eocenchrea
- Equirria
- Erana
- Eritalaena
- Euklastus
- Eusyphax
- Fenuahala
- Fescennia
- Flaccia
- Fordicidia
- Formodanga
- Formolevu
- Goneokara
- Goneokarella
- Gonyphlepsia
- Harpanor
- Helcita
- Heronax
- Herpis
- Homometria
- Interamma
- Ipsemysidia
- Ipsnola
- Iquitosa
- Kaha
- Kamendaka
- Kampulokara
- Kuranda
- Lamenia
- Leomelicharia
- Leptaleocera
- Levu
- Losbanosia
- Lydda
- Lyddastrombus
- Makula
- Malenia
- Mecynorhynchus
- Megatropis
- Melusa
- Metaphenica
- Monochorhynchus
- Muiralevu
- Muiria
- Muirileguatia
- Mula
- Mysidaloides
- Mysidia
- Mysidioides
- Neocamma
- Neocenchrea
- Neocyclokara
- Neodawnaria
- Neodendrokara
- Neodiostrombus
- Neolamenia
- Neomysidia
- Neoproutista
- Neozoraida
- Nesocore
- Nesokaha
- Nesoneura
- Nesoniphas
- Nesorhamma
- Nicerta
- Omolicna
- Oropuna
- Otiocerus
- Pamendanga
- Paralyricen
- Paramysidia
- Parapeggia
- Paraphenice
- Patara
- Peggia
- Peggiopsis
- Pepleuca
- Perandenina
- Persis
- Phaciocephalus
- Phenice
- Phra
- Platocera
- Platocerella
- Platonax
- Proutista
- Pseudohelcita
- Pseudomysidia
- Pyrrhoneura
- Pyrrhonice
- Raizoda
- Rhotana
- Rhotanella
- Robigus
- Saccharodite
- Sayiana
- Shellenius
- Shirakiana
- Shizuka
- Sikaiana
- Stenopeggia
- Sumangala
- Swezeyia
- Symidia
- Synavea
- Teutberga
- Thracia
- Vekunta
- Vinata
- Vivaha
- Zeugma
- Zorabana
- Zoraida
- Zoraidoides